# François-Marie de La Fléchère
François-Marie de La Fléchère, né le 9 mars 1727 et mort le 23 août 1793 à Annecy, est un militaire et homme politique savoyard issu de la famille de La Fléchère.

## Biographie
François-Marie de La Fléchère naît le 9 mars 1727. Il est le fils de Claude-Joseph de La Fléchère et de Anne-Marie d'Anthon, dont c'est le second mariage.[réf. nécessaire]
Il épouse en 1760 à Geneviève de Genève de Boringe.
Il est colonel du régiment de Chablais, de l'armée sarde.
Il est ancien premier syndic de la ville d'Annecy,. Il se porte acquéreur en 1772, du château d'Alex, auprès de la famille Favier du Noyer, ainsi que de la seigneurie de Chevrier. Le roi de Sardaigne, Victor-Amédée III, érige en sa faveur Alex en comté en 1783,.
Le duché de Savoie est occupé par les troupes révolutionnaires depuis 1792. Une offensive austro-sarde est lancée en août 1793 afin de reconquérir les territoires perdus. Ce mouvement militaire a pour conséquence à des émeutes anti-jacobines éclatent dans le département du Mont-Blanc, notamment le soulèvement d'une partie de la population annécienne, les 21 et 22 août 1793. Les nobles de la cité et les sujets loyalistes placent à leur tête le comte de La Fléchère pour diriger la ville et les opérations en tant qu'ancien militaire. Il est attiré alors, dans un guet-apens, aux Marquisats, par le jacobin Jean-Claude Burnod. Ce dernier, selon le baron d'Yvoire, « fait dire à M. de la Fléchère que les officiers de l'avant-garde de l'armée du Roi demandaient à lui parler hors des portes ; ce dernier eut l'imprudence de s'y rendre sans les faire reconnaître, accompagné seulement de M. de Pilly et de M. Jean Clarin qui composaient son état major. » Le comte de La Fléchère est assassiné, ainsi que Joseph de Pelly, son neveu. Burnod fera alors vendre ses biens pour se dédommager du pillage de son château de Trésum.